# 齐镇
齐镇，是中华人民共和国陕西省宝鸡市眉县下辖的一个乡镇级行政单位。

## 行政区划
齐镇下辖以下地区：
街道社区、齐镇村、官村庵村、南寨村、曲兴村、东凉阁村、西凉阁村、官亭村、石龙庙村、上龙王庙村、三星村、党家寨村、齐西村和斜谷村。